# Christine Korsgaard
Pour les articles homonymes, voir Korsgaard.
Christine Marion Korsgaard, née le 9 avril 1952, est une philosophe américaine et chercheuse qui se spécialise en éthique et en histoire de l'éthique : le lien entre philosophie morale et métaphysique, la philosophie de l'esprit, et la théorie d'identité personnelle, la théorie des relations interpersonnelles, et la norme en général. Elle a été professeure à l'université Yale, à l'université de Californie à Santa Barbara, et à l'université de Chicago. Depuis 1991, elle enseigne à l'université Harvard, où elle est professeure de philosophie de l'école Arthur Kingsley Porter. Elle a été décrite comme « l'une des plus grandes éthiciennes de notre époque » grâce à son travail sur l'éthique kantienne.

## Biographie
Korsgaard obtient son baccalauréat en 1970. Elle étudie deux ans à l'université d'Illinois de l'Est, puis part obtenir sa licence ès lettres à l'université de l'Illinois et son doctorat en philosophie à l'université Harvard, où John Rawls est son professeur. Elle reçoit un doctorat ès lettres honoris causa de l'université de l'Illinois en 2004.
En 1996, Korsgaard publie un livre intitulé The Sources of Normativity, une version révisée de ses cours magistraux, et une collection d'essais sur la philosophie morale d'Emmanuel Kant et des approches kantiennes de l'éthique moderne : Creating the Kingdom of Ends. En 2002, elle est la première femme à s'être exprimée lors d'une conférence John Locke à l'université d'Oxford, et transforme cette conférence en un ouvrage, Self-Constitution: Agency, Identity, and Integrity.
Elle est élue pour rejoindre l'Académie américaine des arts et des sciences en 2001 et devient membre par correspondance de la British Academy en 2015.

### Livres
- The Sources of Normativity, New York: Cambridge University Press, 1996  (ISBN 0-521-55059-9)
- Creating the Kingdom of Ends, New York: Cambridge University Press, 1996  (ISBN 0-521-49644-6)
- The Constitution of Agency, Oxford University Press, 2008
- Self-Constitution: Agency, Identity, and Integrity, Oxford University Press, 2009

### Articles
- « Skepticism about Practical Reason », in The Journal of Philosophy, 1986, 83 (1): 5-25. (reproduit ch. 11 de Korsgaard (1996b), p. 311–334.)
- « The Normativity of Instrumental Reason », ch. 8 in Garrett Cullity & Berys Gaut (ed.) in Ethics and Practical Reason, Oxford, Clarendon Press, 1997, p. 215–254. (reproduit avec une postface dans Korsgaard (2008), p. 27–69.)